# Andrew Chetcuti
Andrew Chetcuti (ur. 19 listopada 1992 w Pietà) – maltański pływak, specjalizujący się w stylu dowolnym i motylkowym.
Wystartował na igrzyskach olimpijskich w Londynie (2012) w wyścigu na 100 metrów stylem dowolnym, gdzie zajął 39. miejsce z czasem 51,67.
Jest dwukrotnym medalistą igrzysk małych państw Europy z Liechtensteinu (2011) na 50 i 100 metrów stylem dowolnym.
Chetcuti jest aktualnym rekordzistą Malty na dystansach: 50, 100 i 200 metrów stylem dowolnym na długim oraz krótkim basenie, a także w sztafetach 4 × 50 m stylem dowolnym i zmiennym, 4 × 100 m stylem zmiennym na długim basenie, jak również w sztafetach: 4 × 50 i 4 × 100 m stylem dowolnym oraz 4 × 100 m stylem zmiennym na krótkim basenie.